# محمد الناصري
محمد الناصري ولد في 31 يوليو 1973، مغربي الأصل، هو المدير الإقليمي لهيئة الأمم المتحدة للمساواة بين الجنسين وتمكين المرأة في منطقتي الدول العربية، وآسيا والمحيط الهادئ. وهو أول رجل يشغل منصب المدير الإقليمي في إطار الأمم المتحدة للمرأة والوحيد حتى الآن، وقد خدم كمسؤول كبير في الأمم المتحدة لأكثر من عقدين من الزمن. قبل تعيينه في منصبه الحالي، شغل الناصري منصب نائب المدير الإقليمي للدول العربية في الأمم المتحدة للمرأة. وهو ينتمي إلى عائلة الناصري ذات التاريخ الطويل في المغرب. وقد شارك في مواجهة التقاليد الثقافية والدينية من منظور جندري، مما يسمح بخلق مساحة للشراكات مع المؤسسات الدينية مثل الرابطة المحمدية للعلماء. وقد قاد الجهود من أجل إشراك الرجال والأولاد كعناصر للتغيير في المنطقة، بما في ذلك إصدار تقرير حول مفهوم الرجولة، وهو الأول من نوعه في العالم العربي. يعد ناصري مشجعًا للفنون إذ يشجع الفنانين الشباب والصاعدين من العالم العربي.

## النشأة

### الأسرة
ولد ناصري في الرباط لأب مغربي وأم مصرية. وتعد أسرة الناصري أسرة ذات تاريخ طويل في المغرب، شغل أفرادها العديد من المناصب الرفيعة في الحكومة، والحياة الأكاديمية، والقضاء. وهي أسرة كبيرة وقديمة ذات أصل صحراوي، ينتشر أفرادها في جميع أنحاء المغرب. ويرجع أصلهم إلى جدهم سلفهم محمد بن ناصر (الذي ينتسبون إليه)، وهو مؤسس الصوفية في القرن السابع عشر وذلك عقب إطلاق اسمهم على تامكروت، وتلميذ أبو حفص عمر بن أحمد الأنصاري الذي كلفه بغرس مبادئ الطريقة الشاذلية.
ناصري هو حفيد أخ محمد المكي ناصري، سفير المغرب السابق لدى ليبيا، ووزير الأوقاف، ومالك صحيفة العلم ورئيس تحريرها، والرئيس السابق للرابطة المحمدية. وهو ابن أخ خالد ناصري، وزير الاتصالات السابق والمتحدث باسم الحكومة المغربية. كما يعد ناصري ابن خال صلاح الدين مزوار وزير خارجية المغرب السابق.
جده من جهة والدته هو محمد أيوب، وهو من كبار أعضاء الحكومة المصرية ومحافظ الشرقية في الفترة من 1970 إلى 1975، وأحد الأعضاء المؤسسين لحزب الوفد الجديد عام 1978.
كان والدا ناصري يسافران خلال نشأته. وقد تلقى تعليمه الابتدائي في دول مختلفة وتخرج من مدرسة ثانوية في الإمارات العربية المتحدة

## التعليم
حصل الناصري على شهادة الماجستير في السياسة العامة والتنمية الدولية من كلية كينيدي للإدارة الحكومية بجامعة هارفارد (الولايات المتحدة الأمريكية) من 1997 إلى 1999. وهو أيضًا حاصل على شهادة ماجستير ثانية في الأنثروبولوجيا الاجتماعية من معهد الأنثروبولوجيا الاجتماعية والثقافية، جامعة أكسفورد (المملكة المتحدة) حيث حصل على منحة تشيفنيج الدراسية بين عامي 1999 و 2000، بالإضافة إلى ماجستير ثالث في إدارة الأعمال من الأكاديمية العربية للعلوم والتكنولوجيا والنقل البحري في الإسكندرية (مصر) بين عامي 1995 و1997.

## الحياة المهنية
بدأ ناصري حياته المهنية كمتدرب في اليونيسف، وظل منذ ذلك الحين في عالم التنمية وحقوق الإنسان.

### هيئة الأمم المتحدة للمرأة
الناصري هو مؤيد صريح لحقوق المرأة في المنطقة العربية، وخاصًة إشراك المرأة في عمليات السلام. تحت قيادته، قام المكتب الإقليمي بعقد اجتماع طارئ لخمسة وأربعين امرأة يمنية من مختلف الفصائل للدعوة لعملية السلام، في تصريح للناصرى قال: «تمتلكن النساء اليمنيات الفرصة في المساهمة في بناء السلام، تنشيط الحوار، ومساعدة اليمن للخروج من هذا النفق المظلم٬ ونحن نعول على حكمة المرأة اليمنية لخلق نموذج يحذو حذوه الآخرون.»

عُين الناصرى فورًا بعد الربيع العربي، والكثير من العمل بشأن المساواة بين الجنسين في المنطقة تركز على المشاركة والقيادة، ويقول «نحن بحاجة إلى أن ننظر في كيفية المحافظة على هذا المشاركة.» كما قال أيضًا: «مع النساء، مع الرجال، مع البلد ككل، والحكومة، كيف يمكننا إثبات أن مشاركة المرأة فائدتها ومنفعتها عائدة على المجتمع كله.»
تحت قيادنه، أطلقت هيئة الأمم المتحدة للمرأة ولجنة الأمم المتحدة الاقتصادية والاجتماعية لغربي آسيا (الإسكوا) بحثًا اقليميًا حول تكلفة العنف. وقد قاد الناصري الجهود من أجل إشراك الرجال والأولاد كعناصر للتغيير في المنطقة، بما في ذلك إصدار تقرير حول مفهوم الرجولة، وهو الأول من نوعه في العالم العربي.
عمل الناصري على توسيع كل من نطاق وشراكات المكتب الإقليمي، وتجرى الآن مناقشة مذكرة مفاهيمية جديدة لمبادرة الشراكة بين الاتحاد من أجل المتوسط، الأمم المتحدة للمرأة ومنظمة التعاون الاقتصادي والتنمية حول المرأة وتكنولوجيا المعلومات والاتصالات، ووفقًا لناصري٫ سيتم طلب خبرات جديدة في هذا المجال في المستقبل.
نجح ناصري في إقامة العديد من الشراكات مع شركاء التنمية الثنائيين بما في ذلك الصندوق الائتماني الإقليمي للاتحاد الأوروبي استجابة للأزمة السورية (صندوق مدد)، والوكالة السويدية للتعاون الإنمائي الدولي، وفنلندا، واليابان، وحكومة النرويج.                            
وقد شارك الناصري في مواجهة التقاليد الثقافية والدينية من منظور جندري، مما يسمح بخلق مساحة للشراكات مع المؤسسات الدينية مثل الرابطة المحمدية للعلماء. وقد نجحت هيئة الأمم المتحدة للمرأة تحت قيادته في المطالبة بإلغاء القوانين التي تسمح بالعفو عن المغتصبين في حالة زواجهم من ضحاياهم في لبنان، والأردن، والمغرب، وتونس.

### دبي لينكس 2015
في عام 2015 شاركت الأمم المتحدة للمرأة مع دبي لينكس أكبر مهرجان إقليمى للإعلانات للتوعية عن العنف ضد المرأة، وتشجيع الشباب المبدعين من أجل التوصل إلى فكرة لفيديو حول القضية. كما سلط المكتب الإقليمي الضوء على المحرمات بين الجنسين من خلال حملة يوم عيد الأم التي انتشرت إقليميًا وآيضًا عالميًا.
سلطت الحملة الضوء على العار المرتبط بنطق أسماء الأمهات التي أسفرت عن آلاف الأشخاص الذين قامو بنشرالحملة على وسائل التواصل الاجتماعي تكريمًا لأسماء أمهاتهم.

### برنامج الأمم المتحدة التنموى في اليمن
من 2009-2012، كان الناصري نائب المدير القطري لبرنامج الأمم المتحدة التنموى في اليمن، وكا وقد أدار خلال تلك الفترة ملفًا إنمائيًا شاملاً  يضم قضايا الحوكمة، والحد من الفقر، والاستدامة البيئية بما يتماشى مع الأولويات الاستراتيجية لبرنامج الأمم المتحدة التنموي وإطار العمل التنموي في اليمن.  

### برنامج الأمم المتحدة التنموى في الكويت
كان هو القائم بأعمال الممثل المقيم لبرنامج الأمم المتحدة الإنمائي الكويت خلال عامي 2008 و 2009. وقد عمل، من بين جملة أمور، على تمكين المرأة كما شهد أيضًا مشاركة المرأة في الانتخابات البرلمانية لأول مرة في تاريخ البلاد. وقد عمل على تحسين مؤشر الشفافية وتعديل السياسة الضريبية للبنك المركزي الكويتي. كذلك عمل ناصري مع الكويت في أعقاب الأضرار التي خلفتها حرب العراق نتيجة حرق حقول النفط. خدم الناصري كرئيس للبعثة في الكويت لمدة ثلاث سنوات، وعمل في كمبوديا مع نفس الوكالة.

### منظمة الهجرة الدولية
في البداية عمل الناصري في منظمة الهجرة الدولية ضمن برنامج الموظفين الفنيين المبتدئين في كمبوديا. وهناك، بذل مساعي للاعتراف بالأعمال الوحشية التي تقع في البلاد نتيجة الإتجار بالبشر في البلاد، بما في ذلك دعم إقامة جلسة استماع علنية في الكونغرس في عام 2003 بشأن تقرير وزارة الخارجية الأمريكية حول الإتجار في البشر. جمع الناصري نتيجة ذلك 10 ملايين دولار من الحكومة الأمريكية لصالح عمل منظمة الهجرة الدولية حول الاتجار بالبشر. بعد عمله في كمبوديا، عين ناصري رئيسًا لبعثة منظمة الهجرة الدولية في الكويت وتم تكليفه بوضع مهمة المنظمة في البلاد. خلال تلك الفترة، عمل الناصري مع السلطات الكويتية لتضمين العاملات المنزليات في قانون العمل. كما كان الناصري مكلفًا باستجابة منظمة الهجرة الدولية في جنوب العراق من الكويت. كما كان الناصري نائب مدير التصويت خارج البلاد في الانتخابات العراقية عام 2005، وفي عام 2006 خلال حرب لبنان، انتدب الناصري كمنسق منظمة الهجرة الدولية للحالات الطارئة.

## الجهود الشخصية
1. يعد الناصري من مؤيدي للفنون.[38] في عام 2008، استشهدت  به مجلة كانفاس Canvas ، في عددها الثالث من المجلد الرابع، والصادر في مايو-يونيو 2008. وذلك باعتباره أحد أصغر رعاة الفن في الشرق الأوسط.[39] كما يدعم الناصري الشباب والفنانين الصاعدين في العالم العربي. كما ورد ذكره في الملف الذي نشرته صحيفة فاينانشيال تايمز عن مجموعته الفنية الشخصية ارتباطها بنشاطه في مجال حقوق المرأة.[40]
2. في عام 2001، جاء الناصري في مقالة في كتاب كاتيا طرابلسي «عن الآخرين» “Des Autres/Of Others” والذي تحدث فيه عن العلاقة بين الفن والناس.[41]
3. في أبريل 2018، ألقى الناصري خطاب تيد اكس حول كونه رجلاً مسلمًا عربيًا نسويًا في معهد الدراسات السياسية في منتون.[42][43] وفي مايو 2018، تحدث الناصري في جامعة أوكسفورد عن تمكين المرأة في مجلس التعاون الخليجي.

في عام 2016، تصدر الناصري مؤتمر الاستثمار في المستقبل  بما في ذلك إصدار تعليقات ختامية وتدشين إعلان الشارقة.
في عام 2017، أطلق الناصري وهيئة الأمم المتحدة للمرأة بالتعاون مع بروموندو أول دراسة إقليمية حول الرجولة.
1. في نوفمبر 2015، قام الناصري وستة آخرون من الشخصيات البارزة بتأدية الفيلم الوثائقي الدولي "SEVEN"، للمرة الأولى في القاهرة.[48][49][50]
2. الناصري عضو في لجنة التحكيم الخاصة بالجائزة العالمية لتمكين المرأة المقرر منحها في مارس 2019.[51]
3. في يونيو 2018، كان الناصري متحدثًا في POLITICO.[52][4]
4. في أكتوبر 2018، كان عضوًا في مجلس إدارة جائزة المرأة العربية 2018 (Arab Woman Awards)، الكويت.[53][54][55][56]
5. في نوفمبر 2018، كان محاضرًا في جمعية كولومبيا الأوروبية ومجموعات معلمي Google كولومبيا (Google Educators Group) (GEG Columbia) حول مشاركة الاتحاد الأوروبي في تمكين المرأة العربية.[57]
6. كان الناصري عضوًا في فريق التجديف بلوز "Blues" خلال دراسته في جامعة أكسفورد، وهو أيضًا حاصل على الحزام الأسود في كاراتيه الشوتوكان. وقد كان عضوًا في روتاراكت من 1992 إلى 1999 وفي أيزك من 1993 إلى 1997.

## المنشورات
ورد الناصري في العديد من المنشورات، لاسيما فيما يتعلق بحقوق المرأة.
- في مايو 2018 جاء في صحيفة شئون الخليج.[58]
- في فبراير 2018، شارك في تأليف مقدمة تدعو إلى أهمية عملية سلام تشمل جميع الأطراف في اليمن.[59]
- في 2017، أجرى الاتحاد من أجل المتوسط حوارًا معه.[53]

## وصلات خارجية
- حوار محمد الناصري مع جريدة الأهرام